# Graphis geraensis
Graphis geraensis är en lavart som beskrevs av Redinger. Graphis geraensis ingår i släktet Graphis och familjen Graphidaceae.   Inga underarter finns listade i Catalogue of Life.